# Rhodopina tubericollis
Rhodopina tubericollis là một loài bọ cánh cứng trong họ Cerambycidae.